# Wolfgang van Brunswijk-Grubenhagen
Wolfgang van Brunswijk-Grubenhagen (Herzberg, 6 april 1531 - aldaar, 14 mei 1595) was van 1567 tot aan zijn dood hertog van Brunswijk-Grubenhagen. Hij behoorde tot het huis Welfen.

## Levensloop
Wolfgang was de vijfde zoon van hertog Filips I van Brunswijk-Grubenhagen en diens tweede echtgenote Catharina, dochter van graaf Ernst II van Mansfeld-Vorderort.
In 1567 werd hij hertog van Brunswijk-Grubenhagen nadat zijn oudere broer Ernst III zonder mannelijke nakomelingen was overleden. In deze functie had hij zoals vele van zijn voorgangers hoge schulden, waardoor hij vaak gedwongen was om belangrijke delen van zijn grondgebied te verkopen of om hogere belastingen te heffen. Zo moest hij in 1593 het graafschap Lauterburg-Scharzfeld verkopen.
In 1581 gaf hij de burgers van de stad Herzberg het recht om hun eigen brandstof en hout te voorzien en ook het recht om de stad te verlaten om hun velden buiten de stad te bemesten. Ook probeerde hij om het onderwijsniveau in zijn hertogdom te verbeteren door in Herzberg een hofschool op te richten. In 1593 bevestigde hij de mijnregulaties die Herzberg in 1554 had gekregen en gaf hij de burgers van Herzberg eveneens het recht om bier te brouwen en wijn te verhandelen. 
In 1595 stierf Wolfgang, waarna hij werd bijgezet in de familiecrypte in de Sint-Gilliskerk van Osterode. Hij was kinderloos gebleven en werd als hertog van Brunswijk-Grubenhagen opgevolgd door zijn jongere broer Filips II.  

## Huwelijk
Ernst III was gehuwd met Dorothea (1543-1586), dochter van hertog Frans I van Saksen-Lauenburg. Hun huwelijk bleef kinderloos.